# Ruder-Weltmeisterschaften 2024
Die Ruder-Weltmeisterschaften 2024 wurden vom 18. bis 25. August im kanadischen St. Catharines zusammen mit den Junioren- und U23-Weltmeisterschaften ausgetragen. Austragungsort der Wettkämpfe war der Royal Canadian Henley Rowing Course. Aufgrund der kurz zuvor stattfindenden Olympischen Spiele in Paris wurden nur Medaillen in den nicht-olympischen Bootsklassen vergeben. 

## Ergebnisse

### Männer
| Disziplin                             | Gold                                                             | Silber                                                                       | Bronze                                                          |
| ------------------------------------- | ---------------------------------------------------------------- | ---------------------------------------------------------------------------- | --------------------------------------------------------------- |
| Leichtgewichts-Einer                  | Paul O’Donovan                                                   | Antonios Papakonstantinou                                                    | Niels Torre                                                     |
| Leichtgewichts-Doppelvierer           | Mexiko José Navarro Marco Velázquez Miguel Carballo Rafael Mejía | Vereinigte Staaten James McCullough Casey Howshall Ian Richardson Jasper Liu | Deutschland Tim Streib Moritz Marchart Fabio Kress Joachim Agne |
| Leichtgewichts-Zweier ohne Steuermann | Österreich Konrad Hultsch Paul Ruttmann                          | Paraguay Matías Ramírez Alberto Portillo                                     | Moldau Nichita Naumciuc Dmitrii Zincenco                        |

### Frauen
| Disziplin                             | Gold                                     | Silber                                 | Bronze           |
| ------------------------------------- | ---------------------------------------- | -------------------------------------- | ---------------- |
| Leichtgewichts-Einer                  | Ionela-Livia Cozmiuc                     | Zoi Fitsiou                            | Siobhán McCrohan |
| Leichtgewichts-Zweier ohne Steuermann | Polen Jessika Sobocińska Katarzyna Wełna | Peru Alessia Palacios Valeria Palacios | nicht vergeben   |

### Pararudern, Männer
| Disziplin        | Gold                          | Silber         | Bronze         |
| ---------------- | ----------------------------- | -------------- | -------------- |
| PR3-Doppelzweier | Italien Luca Conti Igor Zappa | nicht vergeben | nicht vergeben |

## Medaillenspiegel
| Platz  | Land               | Gold | Silber | Bronze | Gesamt |
| ------ | ------------------ | ---- | ------ | ------ | ------ |
| 1      | Irland             | 1    | –      | 1      | 2      |
| 1      | Italien            | 1    | –      | 1      | 2      |
| 3      | Mexiko             | 1    | –      | –      | 1      |
| 3      | Österreich         | 1    | –      | –      | 1      |
| 3      | Polen              | 1    | –      | –      | 1      |
| 3      | Rumänien           | 1    | –      | –      | 1      |
| 6      | Griechenland       | –    | 2      | –      | 2      |
| 7      | Paraguay           | –    | 1      | –      | 1      |
| 7      | Peru               | –    | 1      | –      | 1      |
| 7      | Vereinigte Staaten | –    | 1      | –      | 1      |
| 10     | Deutschland        | –    | –      | 1      | 1      |
| 10     | Moldau             | –    | –      | 1      | 1      |
| Gesamt | Gesamt             | 6    | 5      | 4      | 15     |